# أندي بلوندين
أندي بلوندين (بالإنجليزية: Andy Blunden)‏ (ولد في 11 أكتوبر 1945) هو كاتب أسترالي وماركسي وفيلسوف ويعيش في ملبورن.

## سيرته الذاتية
أندي بلوندين هو عضو وسكرتير مجموعة أرشيفات ماركسيات على الإنترنت (Marxists.org)، وهو موقع يحتوي على العديد من النصوص الماركسية والماركسية المتعلقة بالتاريخ والفلسفة والسياسة بالإضافة إلى العديد من الموضوعات الأخرى.
اشترك أندي في مشروع آخر على الإنترنت وهو «ماركس والأساطير». يستضيف هذا الموقع العديد من المقالات الخاصة بالعلماء والنشطاء الماركسيين البارزين الذين يتعاملون مع سوء الفهم والتشهير المحيط بماركس وأفكاره.
تغطي أعماله المنشورة مواضيع من هيجل إلى ما بعد البنيوية إلى الأخلاق والسياسة. وًف أندي على أنه «ماركسي هيجلاني مخلص لتطور البراغماتية باستخدام ليف فيجوتسكي.»

## أعماله

### كتب
- الستالينية: أصلها ومستقبلها. عام 1993.
- معنى منطق لوجيك. 1997.
- السياسة الأخلاقية. 2003.
- نظرية متعددة التخصصات للنشاط. شيكاغو: طتب هايماركت، 2012.
- كتابات مختارة عن السيميائية للحداثة. 2012.
- المفاهيم: نهج نقدي. شيكاغو: كتب هايماركت، 2014.
- مشاريع تعاونية. دراسة متعددة التخصصات. شيكاغو: كتب هايماركت، 2016.
- أصول اتخاذ القرار الجماعي. شيكاغو: كتب هايماركت. عام 2017.

### المساهمات
- «مقدمة» إلى جورج فيلهلم فريدريش هيغل، منطق هيغل: كونه جزءًا من موسوعة العلوم الفلسفية. [1830] منشورات أرشيف الإنترنت الماركسيين، 2009.